# Areell näring
Areella näringar är ett samlingsbegrepp för näringar som använder biologiska och naturgeografiska resurser på land och i vatten. Hit räknas således jordbruk, skogsbruk, fiskerinäringen, jakten och rennäringen.
Begreppet används bland annat inom statistik och samhällsplanering.